# Igor Štimac
Igor Štimac (* 6. September 1967 in Metković, SR Kroatien, SFR Jugoslawien) ist ein kroatischer Fußballtrainer und ehemaliger -spieler. 2012 bis 2013 war er Trainer der kroatischen Fußballnationalmannschaft. Zurzeit ist er Trainer der indischen Nationalmannschaft.

## Karriere

### Als Spieler
In seiner aktiven Karriere spielte Igor Štimac für Hajduk Split, Dinamo Vinkovci (Leihe), den FC Cádiz, Derby County und West Ham United. Für die kroatische Fußballnationalmannschaft, mit der er bei der Fußball-Weltmeisterschaft 1998 in Frankreich den dritten Platz belegte, absolvierte er 53 Spiele und erzielte dabei zwei Tore.

### Als Trainer
Nach dem Ende seiner Karriere fing Štimac bei Hajduk Split als Trainer und als sportlicher Direktor an. In den letzten Jahren arbeitet er als Co-Kommentator beim kroatischen Fernsehen. Als Verfechter einer Liga mit 16 Vereinen, war er maßgeblich an der Aufstockung der 1. HNL auf 16 Vereine ab der Saison 2009/10 beteiligt. Von September 2009 bis zum Mai 2010 war er Cheftrainer beim NK Zagreb.
Am 1. Juli 2012 trat er die Nachfolge von Slaven Bilić als Trainer der kroatischen Nationalmannschaft an. Am 16. Oktober 2013 wurde Igor Štimac vom kroatischen Fußballverband (HNS) entlassen, nachdem die Nationalmannschaft am Tag zuvor mit 0:2 gegen Schottland in der Qualifikation zur Fußball-Weltmeisterschaft 2014 verloren hatte. Sein Nachfolger wurde Niko Kovač.

## Erfolge
Als Spieler
- Kroatischer Meister 1992
- Als Mitglied der Nationalmannschaft bekam Igor Štimac 1998 den staatlichen „Franjo-Bučar-Preis“ verliehen.